# Studánka pod hradem w Potštejnie
Studánka pod hradem w Potštejnie – źródło ze studzienką zlokalizowane na północnym stoku wzgórza zamkowego w czeskim Potštejnie (kraj hradecki), przy drodze krzyżowej prowadzącej na wierzchołek.
Źródła bijące z granitowych formacji wzgórza zamkowego były od średniowiecza zdrojami wody pitnej tak dla miasta, jak i zamku. Od czasu XVI-wiecznej przebudowy warowni, dokonanej przez ród Pernštejnów, zasilały głęboką na pięćdziesiąt metrów studnię zamkową. 

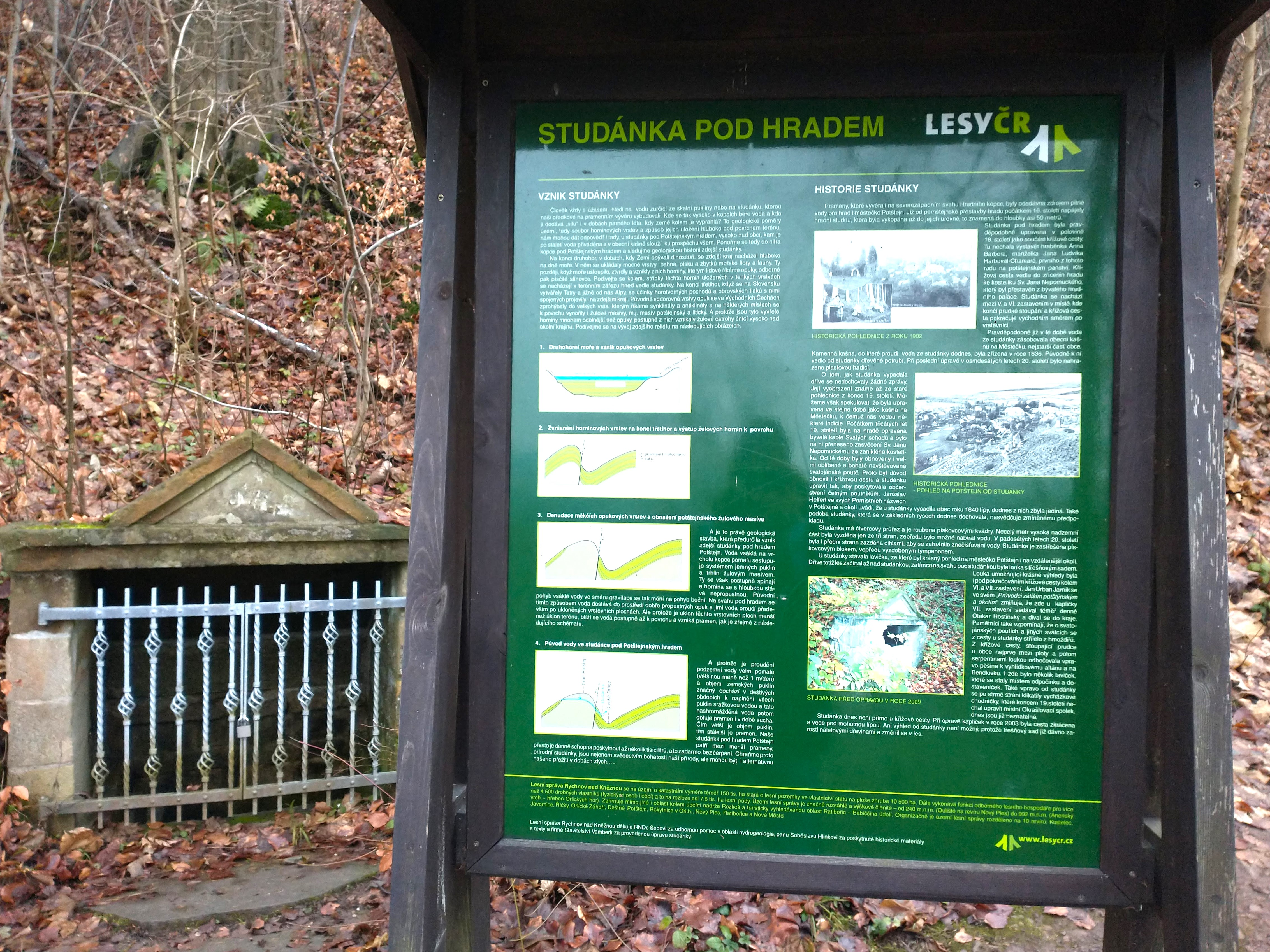
Tablica informacyjna

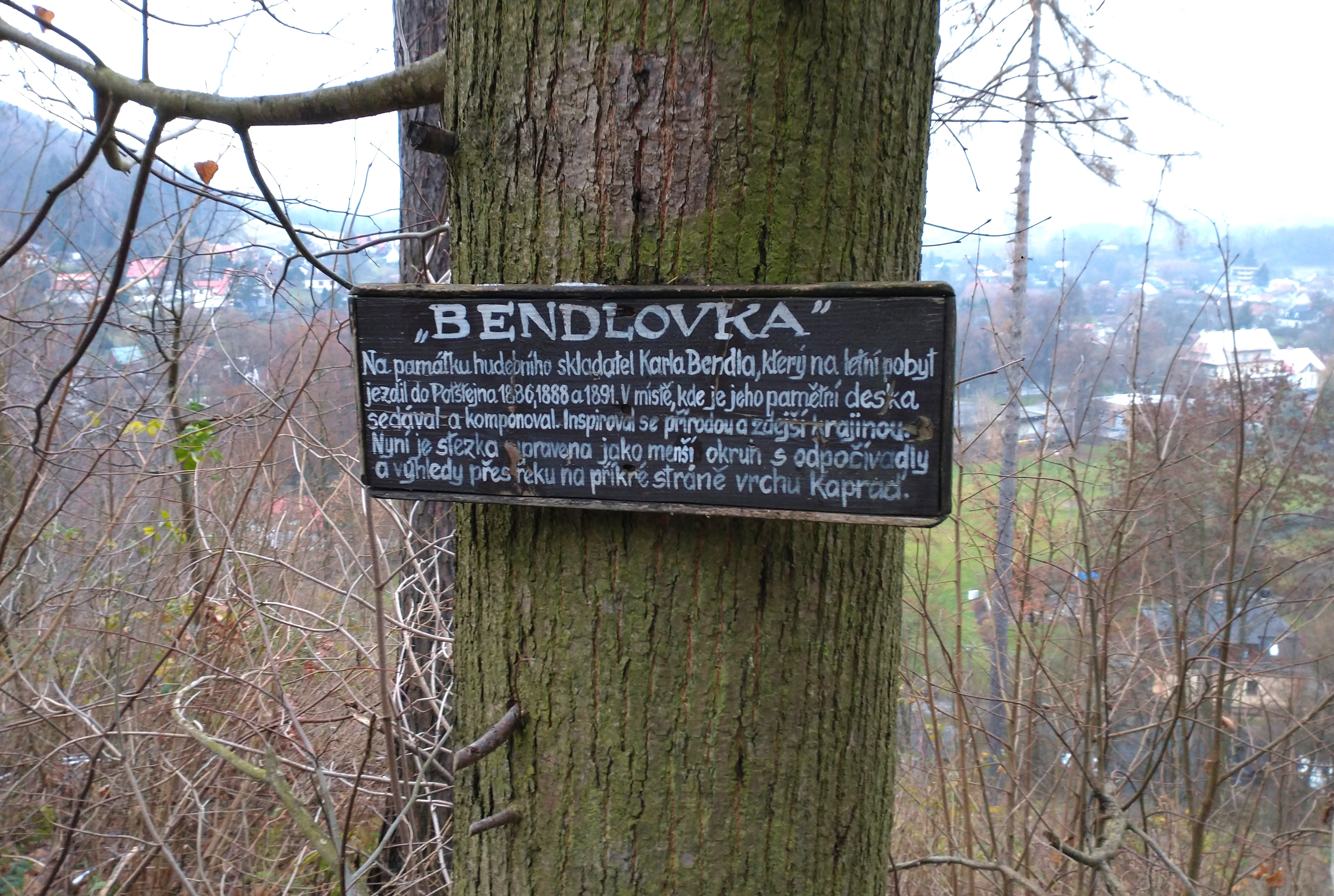
"Bendlovka"

Studánka pod hradem została wykonana prawdopodobnie w połowie XVIII wieku, jako element drogi krzyżowej wiodącej z miasta na zamek, a dokładnie do zbudowanej tam kaplicy św. Jana Nepomucena. Wystawiono ją z inicjatywy Anny Barbary, małżonki Jana Ludvika Harbuvala Chamaré, pierwszego hrabiego z tej linii na państwie potštejnskim. Studzienka znajduje się pomiędzy V i VI stacją drogi krzyżowej, w miejscu, gdzie kończy się strome podejście i zaczyna łagodniejsza ścieżka na wschód, poprowadzona prawie wzdłuż warstwicy. Najpewniej już w tym czasie źródło zasilało fontannę w centrum miasteczka. Obecna fontanna pochodzi z 1836 i pierwotnie woda doprowadzana była doń rurą drewnianą, zastąpioną w latach 80. XX wieku plastikowym wężem.
Forma studzienki z odleglejszej przeszłości nie jest znana – pierwsze jej przedstawienia ukazują pocztówki z końca XIX wieku. Niektóre pośrednie przekazy mówią, że mogła przypominać studzienkę rynkową. Obecną formę zyskała w początku lat 30. XIX wieku, wraz z remontem kaplicy na zamku i drogi krzyżowej. W 1840 gmina zasadziła wokół studzienki lipy, z których do dziś zachowała się jedna.
Budowla wysoka na około jeden metr ma kształt prostokąta i wykonana jest z piaskowcowych bloków. Wieńczy ją tympanon. Pierwotnie miała tylko trzy ściany, a z przodu można było czerpać wodę. W latach 50. XX wieku również przednia strona została zamurowana cegłami (obecnie obiekt jest wyremontowany i z przodu umieszczono ozdobną kratę).
Obok studzienki istniał punkt widokowy z ławką, skąd rozpościerał się widok na miasto i okoliczne góry. Las zaczynał się dopiero powyżej źródła, a poniżej istniała łąką częściowo wykorzystywana na sad wiśniowy. W miejscu tym i powyżej chętnie spacerował Otakar Hostinský. Zapiski wspominają o zwyczaju strzelania z moździerza przy studzience w Noc Świętojańską i inne święta. Cała okolica pełna była ścieżek rekreacyjnych i ławek. Znajduje się tu m.in. tzw. "Bendlovka" – miejsce, gdzie lubił odpoczywać kompozytor i dyrygent Karel Bendl, co upamiętnia stosowna tablica.